# Ivan III di Russia
Ivan III Vasil'evič (in russo Иван III Васильевич?), anche noto come Ivan il Grande (in russo Иван Великий?, Ivan Velikij) (Mosca, 22 gennaio 1440 – Mosca, 27 ottobre 1505), primogenito di Basilio II di Russia, a cui succedette come Gran Principe di Mosca, è stato per secoli considerato "l'unificatore delle terre russe". Riuscì infatti a quadruplicare il territorio del proprio Stato, costruì il Cremlino moscovita e pose le basi per la formazione dell'autocrazia russa. È il sovrano che, in tutti i tempi, ha regnato per più anni in Russia, ben 43, dal 1462 al 1505.
Durante il suo regno, la posizione e l'autorità dei gran principi di Mosca acquisì attributi di maestà e ufficialità (come il titolo di gosudar', "Sovrano di tutte le Russie") che erano stati ignoti nel periodo precedente e che nessuno dei predecessori aveva pensato manifestare.

## Biografia

### L'ascesa al potere
Ivan nacque dall'unione tra Basilio II e Maria di Borovsk. Durante gli ultimi anni di vita del padre ascese alla co-reggenza del regno e gli succedette dopo la sua morte, avvenuta nel 1462. Ivan perseguì tenacemente la politica di unificazione nazionale dei propri predecessori. Fu tuttavia oltremodo cauto: evitò ogni tipo di scontro con i vicini a meno che le circostanze non fossero eccezionalmente favorevoli, preferendo vittorie graduali a un approccio diretto. Il Gran Principato di Mosca era nei secoli diventato uno Stato compatto e potente mentre i suoi vicini si erano sempre più indeboliti: tale dato di fatto rappresentò una circostanza estremamente favorevole per l'azione di uno statista come Ivan.

### L'unione delle terre russe
La sua prima impresa militare fu la guerra contro la Repubblica di Novgorod, che dalla fine del Regno di Dimitrij Donskoj combatteva per contrastare la superiorità politica e religiosa di Mosca e gli sforzi di quest'ultima di accaparrarsi le terre situate sul corso della Dvina settentrionale. Allarmato dal potere di Mosca, il Principato di Novgorod stava negoziando con la Lituania al fine di essere preso sotto la protezione di Casimiro IV, Re di Polonia e Gran Principe di Lituania: tale alleanza era considerata dalla Moscovia come apostasia nei confronti del credo ortodosso. Ivan scese in campo contro Novgorod nel 1470, e dopo che i suoi generali ebbero sconfitto per due volte le forze repubblicane, durante la Battaglia del fiume Šelon e sulla Dvina Settentrionale, entrambe nell'estate del 1471, gli abitanti di Novgorod furono costretti ad implorare la pace, acconsentendo a cessare qualsivoglia rapporto con la Lituania, a cedere una porzione considerevole dei propri territori e a pagare un'indennità di guerra di 15.500 rubli.
Ivan visitò Novgorod molte volte negli anni successivi, arrestando un gruppo di boiardi della fazione pro-lituana e confiscando loro le terre. Nel 1477, due emissari, che si racconta essergli stati inviati dall'arcivescovo e dall'intera città di Novgorod, diedero pubblicamente a Ivan l'appellativo di Gosudar (sovrano) invece dell'usuale Gospodin (signore). Ivan utilizzò politicamente tale accadimento interpretandolo come un esplicito riconoscimento della propria autorità e quando gli abitanti di Novgorod ripudiarono gli ambasciatori (uno dei quali fu ucciso durante la veče insieme ad alcuni militanti della fazione moscovita) marciò contro la città. Abbandonata da Casimiro IV e assediata su tutti fronti dalle armate moscovite che avevano occupato i monasteri che la circondavano, Novgorod riconobbe il potere diretto di Ivan sulla città e sui vasti territori circostanti in un documento sottoscritto dall'Arcivescovo Feofil di Novgorod (1470-1480) il 15 gennaio 1478.
Successive rivolte (1479-1488) furono stroncate dalla deportazione in massa delle antiche famiglie boiarde della città a Mosca, Vjatka e in altre città russe. L'Arcivescovo Feofil fu anch'egli deportato a Mosca poiché sospettato di complottare contro il Gran Principe. La Repubblica di Pskov ottenne di proseguire la propria esistenza come ente statale autonomo grazie all'appoggio fornito ad Ivan contro Novgorod. Gli altri Principati ancora esistenti furono assorbiti dalla Moscovia per mezzo di conquista, acquisto o contratti matrimoniali: Jaroslavl' nel 1463, Rostov nel 1474, e Tver' nel 1485.
Il rifiuto di Ivan di condividere le proprie conquiste con i fratelli e la conseguente influenza del sovrano moscovita negli affari interni dei loro principati, lo costrinse a numerose guerre contro di loro, dalle quali, nonostante i Principi fossero supportati dalla Lituania, uscì vittorioso. Da ultimo emanò una legge, formalmente inserita nelle proprie ultime volontà, secondo la quale i domini dei suoi parenti, dopo la loro morte, avrebbero dovuto passare direttamente al Gran Principe regnante invece che trasferirsi in eredità agli eredi degli stessi, ponendo fine una volta per tutte a tutti i Principati semi-indipendenti.

### Politica interna
Durante il regno di Ivan la tipologia di governo nella Moscovia cambiò radicalmente mutando in autocrazia. Tale circostanza non fu meramente cagionata dall'affermarsi di quest'ultima come potenza egemone nel panorama russo ma fu la prima conseguenza delle mire imperialistiche che il nuovo Stato aveva deciso di porsi. Dopo la caduta di Costantinopoli, i canonisti ortodossi erano inclini ad individuare nel sovrano il naturale successore dell'Impero bizantino. Ivan parve apprezzare l'idea e iniziò ad aggiungere al proprio nome il titolo di zar nella corrispondenza estera.

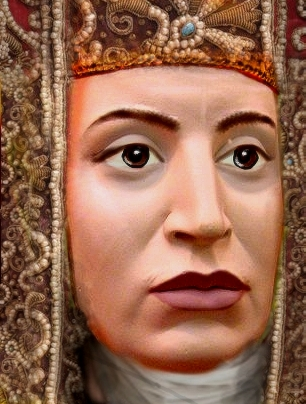
Ipotesi restitutiva, sulla base della ricostruzione forense, del volto di Sophia Paleologa, realizzata nel 1994.

Il nuovo orientamento coincise con il mutamento del nucleo familiare di Ivan. Dopo la morte della sua prima consorte, Maria di Tver' (1467), su suggerimento del Papa Paolo II (1469), il quale aspirava a legare la Russia alla Santa Sede, Ivan III sposò Sophia Paleologa (anche conosciuta con l'originale nome greco e ortodosso di Zoe), figlia di Tommaso Paleologo, despota di Morea, il quale rivendicava il trono di Costantinopoli in quanto fratello di Costantino XI, ultimo imperatore bizantino. Deludendo le aspettative del Papa che sperava di riunire le due fedi, la principessa abbracciò l'Ortodossia. A causa delle sue tradizioni familiari, fece sì che l'idea imperiale si instillasse nella mente del consorte. Si ritiene che fosse stata la prima ad introdurre al Cremlino la magnificenza e la meticolosa etichetta delle cerimonie bizantine (così come l'aquila bicipite). E fu proprio suo figlio Basilio III di Russia e non quello di Maria di Tver', Ivan, a succedere infine al padre.
L'influenza dei boiardi nella politica interna decrebbe notevolmente, il loro ruolo fu trasformato a mero strumento della volontà sovrana. Il vecchio sistema patriarcale svanì. I boiardi cercarono di opporsi a tale mutamento attraverso congiure e rivolte e, nei primi decenni seguiti alle riforme, ottennero alcuni successi.
Fu sotto il regno di Ivan III che il nuovo Sudebnik russo, o codice di leggi, fu redatto da Vladimir Gusev. Ivan inoltre, avendo deciso che la sua capitale doveva succedere a Costantinopoli e diventare la Terza Roma, invitò a Mosca un gran numero di artisti e di manodopera. Tra i primi il più noto fu senza dubbio Ridolfo di Fioravante, soprannominato Aristotele a causa delle sue immense conoscenze, che costruì alcune cattedrali e palazzi nel Cremlino.

### Politica estera

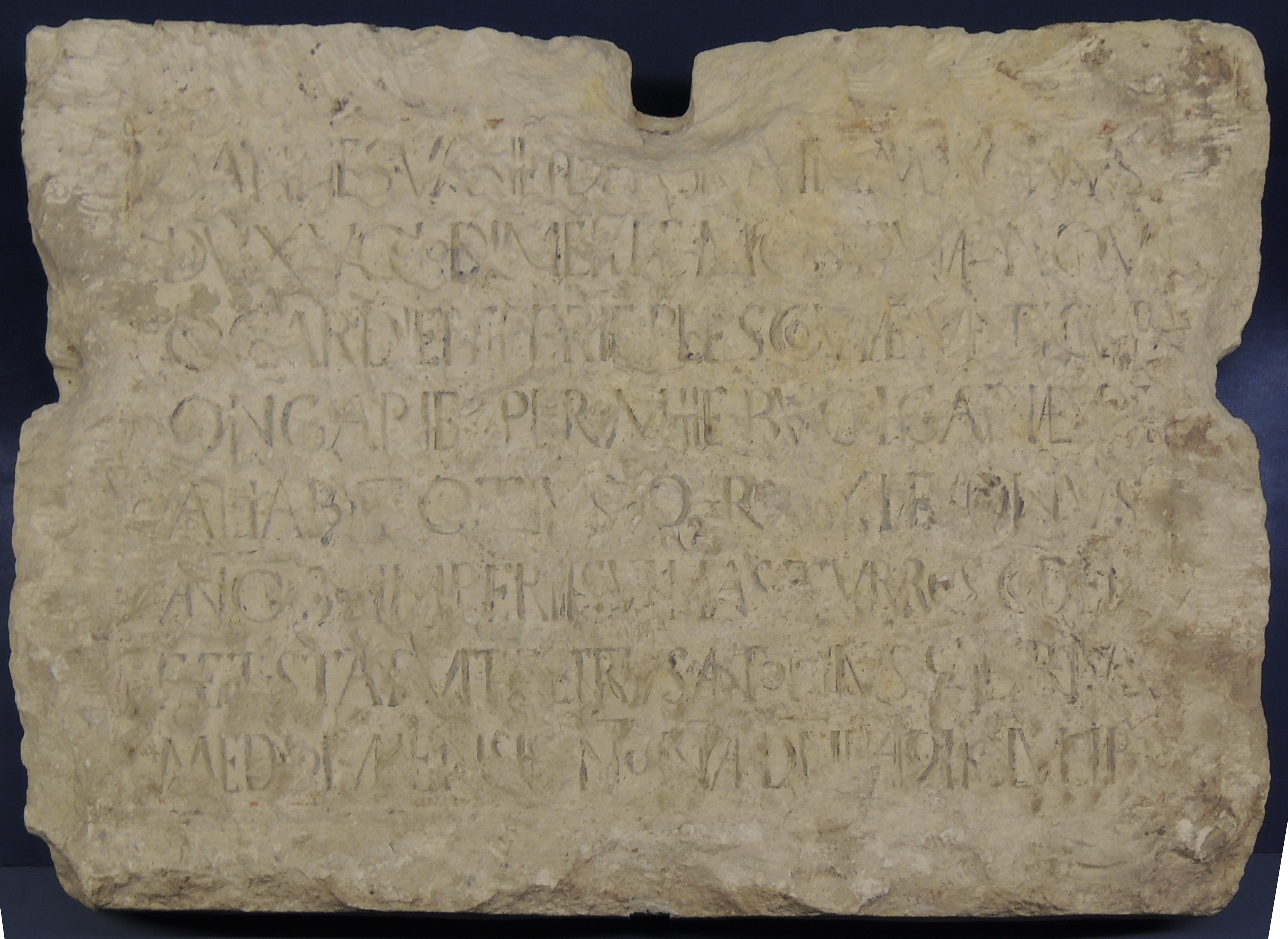
Epigrafe commemorativa di Ivan in latino, pietra bianca (1491), conservata al Museo del Cremlino.

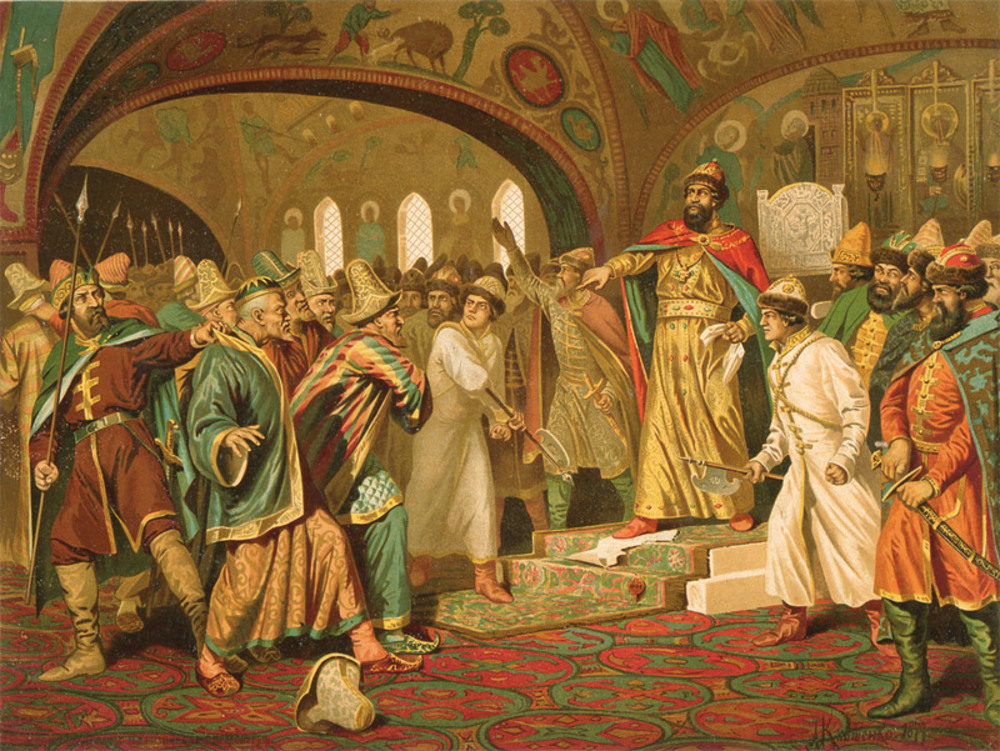
Ivan III riduce in pezzi l'intimazione del Khan, Aleksey D. Kivshenko (1851-1896).

Fu sotto il regno di Ivan III che la Russia si liberò definitivamente dal giogo tartaro. Dal 1476 Ivan aveva infatti rifiutato di pagare l'ordinario tributo richiesto dal Khan Akhmat. Quando tuttavia quest'ultimo marciò contro la Moscovia, quattro anni dopo, Ivan si mostrò indeciso e solo grazie alle esortazioni di una fazione di boiardi e del Vescovo di Rostov, Vassian, si determinò a scendere in campo. Per tutto l'autunno Russi e Tartari si confrontarono sulle opposte rive del fiume Ugra, fino all'11 novembre, quando Akmed decise di ritirarsi nella steppa.
L'anno successivo l'esercito del Khan fu attaccato e sbaragliato dall'Orda Nogai mentre si preparava a una nuova campagna contro i Russi; tale accadimento segnò la fine dell'Orda d'Oro. Nel 1487 Ivan sconfisse il khanato di Kazan' e lo ridusse a uno stato vassallo, anche se negli anni successivi quest'ultimo riuscì ad affrancarsi e a ritrovare l'indipendenza. Con gli altri potentati islamici, il Khan del Khanato di Crimea e il sultano dell'Impero ottomano, i rapporti di Ivan furono pacifici e persino amichevoli. Il Khan di Crimea, Meñli I Giray, lo aiutò contro il Granducato di Lituania e facilitò l'apertura di relazioni diplomatiche tra Mosca e Istanbul, dove nel 1495 fu stabilita la prima ambasciata russa.
Durante il Regno di Ivan i monarchi cristiani del Caucaso iniziarono a considerare il Gran Principe russo come il loro naturale alleato contro il potere regionale musulmano. Il primo tentativo di forgiare un'alleanza fu posto in essere da Alessandro I, re del piccolo regno di Georgia di Kakheti, che inviò a Mosca due ambasciate, nel 1483 e nel 1491. Tuttavia, poiché la Russia era ancora troppo distante dalle montagne del Caucaso, nessuna di queste missioni poté influire sul corso storico degli eventi in quella regione.
Per quel che concerne i rapporti con il settentrione, Ivan III concluse un'alleanza offensiva con Giovanni di Danimarca e mantenne una regolare corrispondenza con l'Imperatore Massimiliano I che era solito chiamarlo "fratello". Costruì un'imponente città fortificata in Ingria (chiamata Ivangorod in suo onore), che sarebbe stata di vitale importanza per la Russia nella guerra contro gli Svedesi, che era stata preceduta dalla decisione di Ivan di arrestare alcuni mercanti della Lega Anseatica a Novgorod.
L'ulteriore ampliamento del dominio moscovita fu facilitato dalla morte di Casimiro IV nel 1492, sotto il quale Polonia e Lituania erano unite sotto lo stesso potere centrale. Il trono di Lituania fu in seguito occupato dal figlio di Casimiro Alessandro, un Principe debole e indeciso, incapace di difendere i propri territori dai continui attacchi russi tanto che, per salvarli, sposò Elena, figlia di Ivan. Ma la ferrea determinazione con cui Ivan attentava all'integrità territoriale Lituana costrinse Alessandro a dichiarare guerra al suocero nel 1499. I Lituani furono sconfitti nella Battaglia di Vedroša (14 luglio 1500), e nel 1503 fu costretto a cedere a Ivan Černihiv, Starodub, Novhorod-Sivers'kyj e sedici altre città.

## Ascendenza
|                         |                                  |                                 | Genitori                        |  |  | Nonni |  |  | Bisnonni         |  |  | Trisnonni        |  |
|                         |                                  |                                 |                                 |  |  |       |  |  | Dmitrij Ivanovič |  |  | Ivan II Ivanovič |  |
|                         |                                  |                                 |                                 |  |  |       |  |  | Dmitrij Ivanovič |  |  | Ivan II Ivanovič |  |
|                         |                                  | Aleksandra Ivanovna Veljaminova |                                 |  |  |       |  |  | Dmitrij Ivanovič |  |  |                  |  |
| Vasilij I Dmitrievič    |                                  |                                 |                                 |  |  |       |  |  | Dmitrij Ivanovič |  |  |                  |  |
|                         |                                  | Eudocia Dmitrievna              | Dmitrij Konstantinovič          |  |  |       |  |  |                  |  |  |                  |  |
|                         |                                  | Eudocia Dmitrievna              | Dmitrij Konstantinovič          |  |  |       |  |  |                  |  |  |                  |  |
|                         |                                  | Eudocia Dmitrievna              | Vasilisa Konstantinova          |  |  |       |  |  |                  |  |  |                  |  |
| Vasilij II Vasil'evič   |                                  | Eudocia Dmitrievna              |                                 |  |  |       |  |  |                  |  |  |                  |  |
|                         |                                  | Vitoldo il Grande               | Kęstutis                        |  |  |       |  |  |                  |  |  |                  |  |
|                         |                                  | Vitoldo il Grande               | Kęstutis                        |  |  |       |  |  |                  |  |  |                  |  |
|                         |                                  | Vitoldo il Grande               | Birutė                          |  |  |       |  |  |                  |  |  |                  |  |
| Sofia                   |                                  | Vitoldo il Grande               |                                 |  |  |       |  |  |                  |  |  |                  |  |
|                         |                                  | Anna                            | Svjatoslav Ivanovič             |  |  |       |  |  |                  |  |  |                  |  |
|                         |                                  | Anna                            | Svjatoslav Ivanovič             |  |  |       |  |  |                  |  |  |                  |  |
|                         |                                  | Anna                            | …                               |  |  |       |  |  |                  |  |  |                  |  |
| Ivan III Vasil'evič     |                                  | Anna                            |                                 |  |  |       |  |  |                  |  |  |                  |  |
|                         | Vladimir Andreevič il Coraggioso | Andrej Ivanovič                 |                                 |  |  |       |  |  |                  |  |  |                  |  |
|                         | Vladimir Andreevič il Coraggioso | Andrej Ivanovič                 |                                 |  |  |       |  |  |                  |  |  |                  |  |
|                         | Vladimir Andreevič il Coraggioso | Maria Konstantinovna            |                                 |  |  |       |  |  |                  |  |  |                  |  |
| Jaroslav Vladimirovič   | Vladimir Andreevič il Coraggioso |                                 |                                 |  |  |       |  |  |                  |  |  |                  |  |
|                         |                                  | Elena Ol'gierdovna              | Ol'gierd                        |  |  |       |  |  |                  |  |  |                  |  |
|                         |                                  | Elena Ol'gierdovna              | Ol'gierd                        |  |  |       |  |  |                  |  |  |                  |  |
|                         |                                  | Elena Ol'gierdovna              | Ul'jana Aleksandrovna Trevskaja |  |  |       |  |  |                  |  |  |                  |  |
| Maria Jaroslavna        |                                  | Elena Ol'gierdovna              |                                 |  |  |       |  |  |                  |  |  |                  |  |
|                         |                                  | Fëdor Fëdorovič Goltjaj Koškin  | Fëdor Andreevič Koška           |  |  |       |  |  |                  |  |  |                  |  |
|                         |                                  | Fëdor Fëdorovič Goltjaj Koškin  | Fëdor Andreevič Koška           |  |  |       |  |  |                  |  |  |                  |  |
|                         |                                  | Fëdor Fëdorovič Goltjaj Koškin  | Anastasia?                      |  |  |       |  |  |                  |  |  |                  |  |
| Maria Fëdorovna Koškina |                                  | Fëdor Fëdorovič Goltjaj Koškin  |                                 |  |  |       |  |  |                  |  |  |                  |  |
|                         |                                  | …                               | …                               |  |  |       |  |  |                  |  |  |                  |  |
|                         |                                  | …                               | …                               |  |  |       |  |  |                  |  |  |                  |  |
|                         |                                  | …                               | …                               |  |  |       |  |  |                  |  |  |                  |  |
|                         |                                  | …                               |                                 |  |  |       |  |  |                  |  |  |                  |  |